# Босет-Берича
Босет-Берича — вулкан в Эфиопии, в области Оромия.
Вулкан Босет-Берича — стратовулкан. Наивысшая точка — 2447 метров. Располагается в 95 километрах к юго-востоку от Аддис-Абебы, западнее реки Аваш. Занимает площадь 12x15 километров. Состоит из двух конусов, состоящих преимущественно из риолитов и трахитов. Первоначально извержения были из базальтов и трахитов, более поздние состояли из риолитов, имели взрывной эффузивный характер и образовали кальдеру, которая образовалась на северо-западней оконечности вершины Босет. Для последнего извержения были характерны потоки лавы, состоящие из обсидиана и пемзы. Наблюдается фумарольная активность.